# Каплиця Святої Анни (Добропілля)
Каплиця Святої Анни — перша каплиця Української Греко-католицької Церкви в місті Добропілля.

## Історія
Греко-католицька парафія у Добропіллі заснована в листопаді 2016 року і її адміністратором є о. Степан Попадюк. Каплицю звели на кошти, виділені Главою і Отцем Блаженнішим Святославом, а земельну ділянку під будівництво було придбано на кошти Місійного фонду УГКЦ.
26 лютого 2017 року владика Степан, Екзарх Донецький УГКЦ освятив каплицю Святої Анни.

## Адміністратор
- Степан Попадюк